# Élections fédérales mexicaines de 1871
Les Élections fédérales mexicaines de 1871 se sont organisés en deux jours : le 25 juin 1871, pour l'élection du président de la République, et le 10 juillet 1871 pour l'élection des représentants de la Chambre des députés. 
Ces élections interviennent après la fin du second mandat de Benito Juárez qui, après un moment d'hésitation, décide de concourir à nouveau pour la magistrature suprême malgré une santé fragile et déclinante. Il fait face à l'un de ses principaux ministres et alliés, Sebastián Lerdo de Tejada, qui se présente comme le successeur légitime de Juárez, et à son rival historique : le général Porfirio Díaz. Les trois candidats sont tous membres du Parti libéral, qui confirme son hégémonie dans le pays depuis la Restauration républicaine en 1867.    
Lors du scrutin présidentiel, Juárez est réélu pour un troisième mandat et les libéraux conservent une écrasante majorité absolue.    

## Contexte politique
Depuis 1867, Benito Juárez dirige la République du Mexique. Dans un mouvement controversé, ce dernier décide de se présenter à nouveau pour sa réélection en 1871, alors que son fidèle allié politique, Sebastián Lerdo de Tejada, s'attendait à succéder à Juárez lors de cette élection, car le président sortant avait déjà été critiqué pour s'être apparemment accroché au pouvoir pendant les années précédentes. Lorsque Lerdo a servi dans le cabinet de Juárez après 1867 et avait forgé des alliances politiques avec un certain nombre de gouverneurs d'État et avec des membres du Congrès, il est devenu clair que Juárez allait finalement se présenter à la réélection, et Lerdo a donc démissionné du cabinet et maintenu sa candidature. Lerdo et le général Porfirio Díaz, figure historique de l'opposition à Juárez, se sont présentés à la présidence sans qu'aucun d'entre eux n'obtienne la majorité à lui seul, mais les rivaux Díaz et Lerdo ont obtenu ensemble plus de voix que le président sortant. Juárez a obtenu 5 837 votes électoraux, Díaz 3 555 et Lerdo 2 874 lors du scrutin présidentiel.  

## Résultats et conséquences

### Élection présidentielle
L'élection du président a lieu le 25 juin 1871, avec la participation de trois candidats, tous des sympathisants du Parti libéral.
| Candidat à la présidence  | Appartenance politique | Votes  | %     |
| ------------------------- | ---------------------- | ------ | ----- |
| Benito Juárez             | Libéral                | 5 837  | 47,22 |
| Porfirio Díaz             | Libéral                | 3 555  | 28,76 |
| Sebastián Lerdo de Tejada | Libéral                | 2 874  | 23,25 |
|                           |                        |        |       |
| Total                     | Total                  | 12 361 | 100   |

### Élections législatives
Les élections législatives se déroulent le 10 juillet 1871, après l'élection du président, afin d'élire les 176 membres à la Chambre des députés. 
| Partis       | Députés élus |
| ------------ | ------------ |
| Libéral      | 176          |
| Conservateur | 0            |
| Total        | 176          |